# Municipio de Richardson (Arkansas)
El municipio de Richardson (en inglés: Richardson Township) es un municipio ubicado en el condado de Randolph en el estado estadounidense de Arkansas. En el año 2010 tenía una población de 805 habitantes y una densidad poblacional de 13,91 personas por km².

## Geografía
El municipio de Richardson se encuentra ubicado en las coordenadas 36°24′2″N 90°52′7″O / 36.40056, -90.86861. Según la Oficina del Censo de los Estados Unidos, el municipio tiene una superficie total de 57.89 km², de la cual 57,89 km² corresponden a tierra firme y (0 %) 0 km² es agua.

## Demografía
Según el censo de 2010, había 805 personas residiendo en el municipio de Richardson. La densidad de población era de 13,91 hab./km². De los 805 habitantes, el municipio de Richardson estaba compuesto por el 96,89 % blancos, el 1,12 % eran amerindios y el 1,99 % eran de una mezcla de razas. Del total de la población el 0,25 % eran hispanos o latinos de cualquier raza.